# Сельцо (Калининский район)
Сельцо — деревня в Калининском районе Тверской области. Относится к Красногорскому сельскому поселению.

## География
Расположена на берегу реки Тьмака в 13 км на юго-запад от села Красная Гора и в 36 км на юго-запад от Твери. В 2 км на юго-восток от деревни расположено урочище Бакунино (Троицкое).

## История

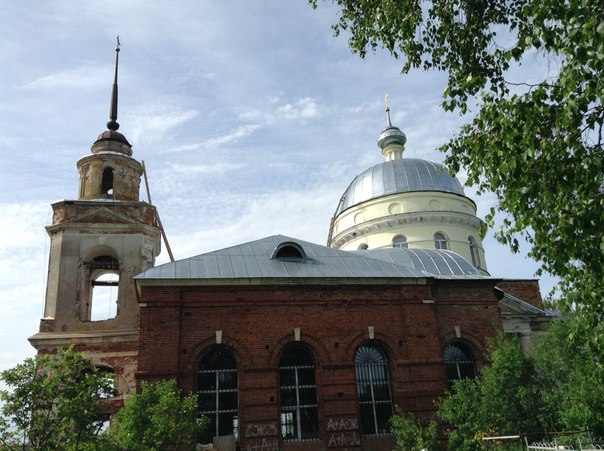
Церковь Троицы Живоначальной в Бакунино. 2017 год

Каменная Церковь Троицы Живоначальной была возведена в 0,5 км от села Троицкого, где стояла старая церковь, на земле помещика Н.П. Чагина, отведенной в 1800 г. по его прошению для нового кладбища. Строительство, осуществлявшееся на средства помещика штабс-капитана М.А. Унковского, началось, вероятно, в 1806 г., но освящена церковь с Никольским и Казанским приделами была только в 1830-е годы. В 1906-08 годах по проекту и под наблюдением губернского архитектора В. И. Назарина был расширен южный (Казанский) придел, хотя проект предусматривал симметричное увеличение обоих приделов. 
В конце XIX — начале XX века деревня Сельцо вместе с селом Троицким входило в состав Воскресенской волости Тверского уезда Тверской губернии. 
С 1929 года деревня входила в состав Бакунинского сельсовета Емельяновского района Тверского округа Московской области, с 1935 года — в составе Калининской области, с 1956 года — в составе Калининского района, с 1994 года — в составе Красногорского сельского округа, с 2005 года — в составе Красногорского сельского поселения.

## Население
| 1859 | 1886 | 2002 | 2010 |
| ---- | ---- | ---- | ---- |
| 118  | ↗187 | ↘3   | ↗8   |

## Достопримечательности
В урочище Бакунино (Троицкое) близ деревни расположена действующая Церковь Троицы Живоначальной (1806). 